# Cañizar
Cañizar ist ein Ort und eine Gemeinde (municipio) mit 73 Einwohnern (Stand: 2024) im Zentrum der Provinz Guadalajara in der Autonomen Gemeinschaft Kastilien-La Mancha. 

## Lage und Klima
Cañizar liegt in einer Höhe von ca. 800 m in der Kulturlandschaft der Alcarria. Die Entfernung zur südsüdwestlich gelegenen Provinzhauptstadt Guadalajara beträgt ca. 15 Kilometer (Fahrtstrecke). 
Das Klima ist gemäßigt bis warm; Regen (533 mm/Jahr) fällt übers Jahr verteilt.

## Bevölkerungsentwicklung
| Jahr      | 1970 | 1981 | 1991 | 2001 | 2011 | 2021 |
| Einwohner | 215  | 144  | 124  | 98   | 82   | 58   |

## Sehenswürdigkeiten

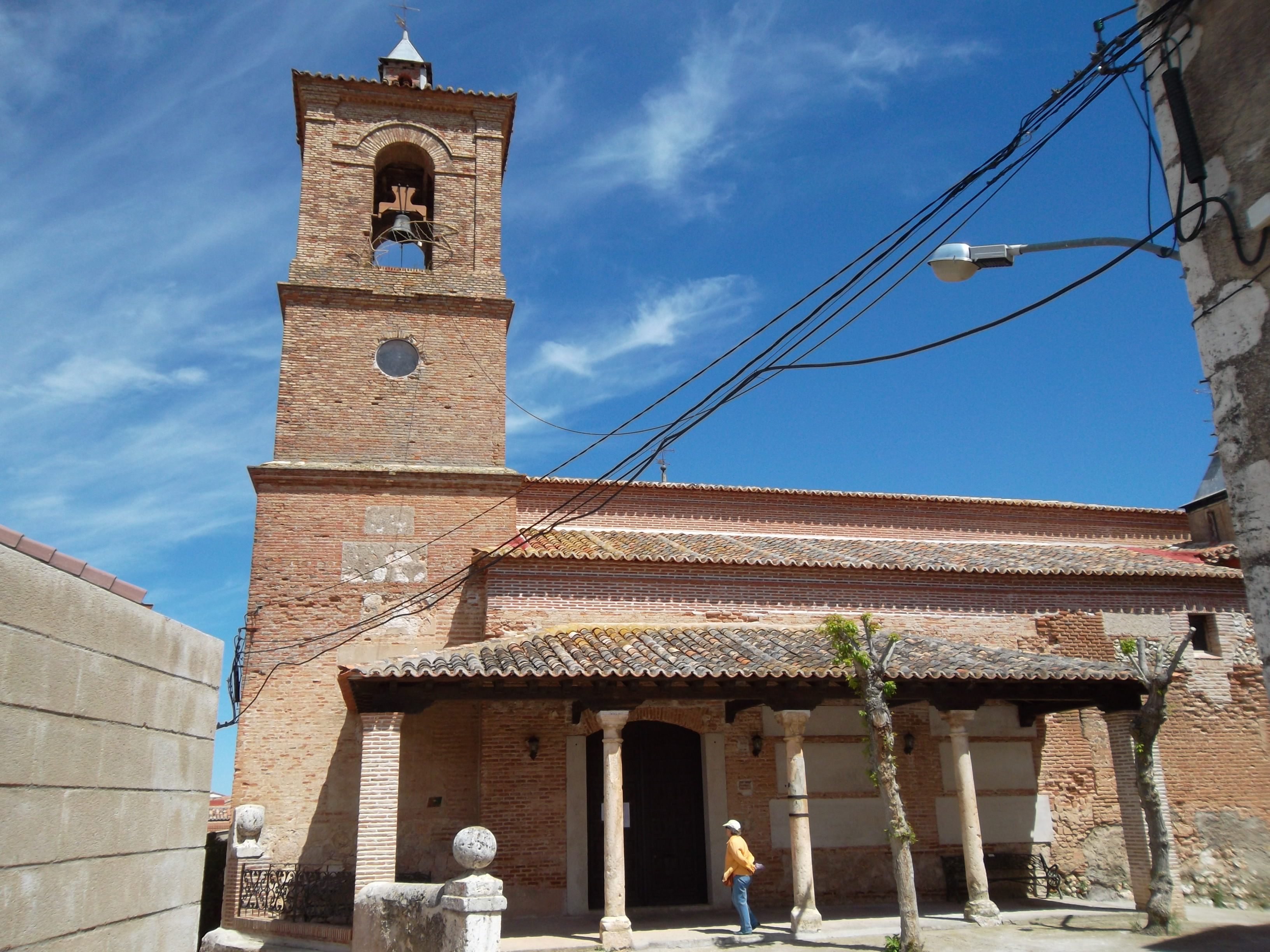
Kreuzkirche
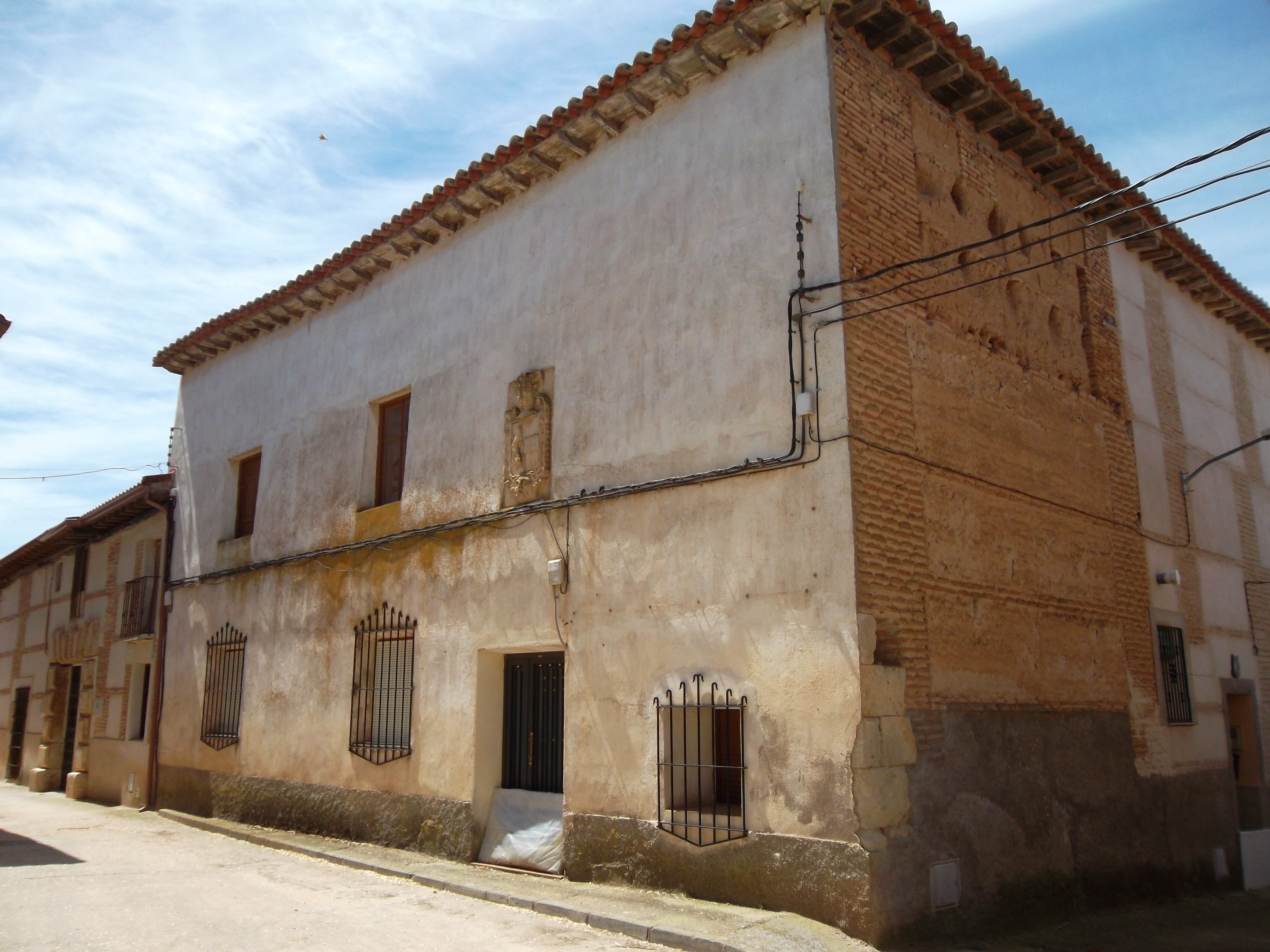
Herrenhaus
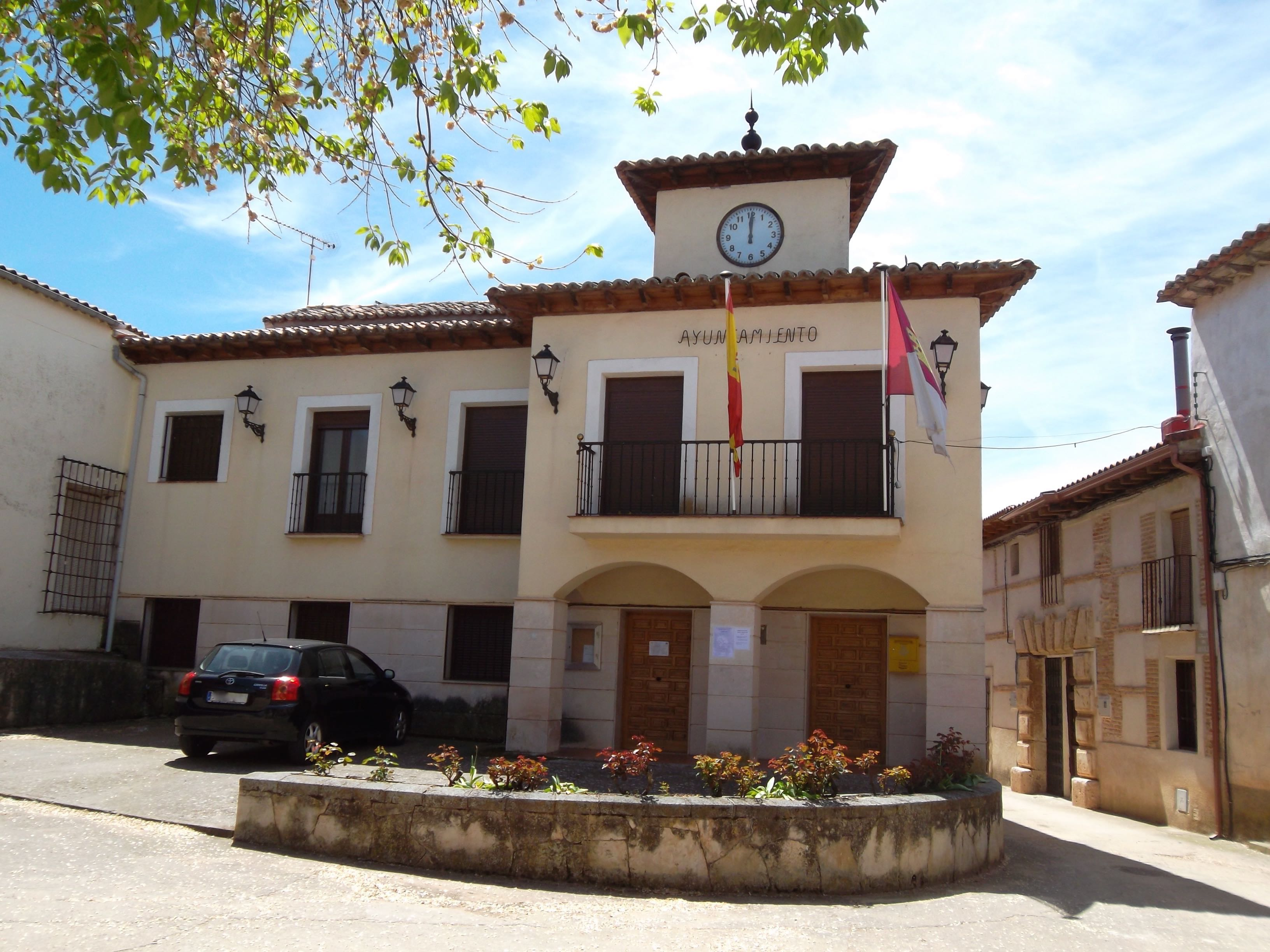
Rathaus

- Josephskirche
- Marienkapelle
- Herrenhaus der Familie Los Romo

- Kreuzkirche
- Herrenhaus
- Rathaus